# Hynobius okiensis
Hynobius okiensis — вид хвостатих земноводних родини кутозубих тритонів (Hynobiidae).

## Поширення
Вид є ендеміком Японії. Поширений лише на острові Догодзіма, найбільшому острові з групи островів Окі в Японському морі. Трапляється у лісах і луках. Розмножується у озерах, ставках, басейнах, полях і канавах.

## Опис
Тритон завдовжки від 71 до 73 мм без хвоста і від 121 до 133 мм загальною довжиною.